# Blootstellingsachterstand
Een blootstellingsachterstand of een taalontwikkelingsachterstand is een taalachterstand als gevolg van onvoldoende blootstelling aan een kwalitatief taalaanbod vanuit de omgeving en/of onvoldoende interactie met de omgeving.

## Begripsbepaling
Afhankelijk van het aanwezige taalaanbod binnen een gezin, kan een taalachterstand dus voorkomen bij zowel eentalige als meertalige kinderen. Bij meertalige kinderen is een blootstellingsachterstand te herkennen door een achterstand in de tweede taal terwijl de ontwikkeling van de moedertaal normaal verloopt. Dit kan het geval zijn voor kinderen die opgroeien in een minderheidstaal of voor horende kinderen van dove ouders, waarbij gebarentaal hun eerste en meest gebruikte taal is. 
In Nederland komt deze vorm van taalachterstand voornamelijk voor bij meertalige kinderen die opgroeien met zowel de Nederlandse taal als een andere taal. Deze kinderen worden in mindere mate blootgesteld aan de Nederlandse taal dan kinderen die eentalig Nederlands opgevoed worden. De beperkte Nederlandse taalinput heeft gevolgen voor de onderwijsprestaties en het begrip van het aangeboden onderwijs.

### Verwante begrippen
De begrippen “taalachterstand”, “blootstellingsachterstand” en “taalontwikkelingsstoornis (TOS)” worden vaak onterecht als synoniemen gebruikt. Bij mensen met een taalachterstand verloopt de taalontwikkeling moeizamer dan bij mensen met een normale taalontwikkeling. Een blootstellingsachterstand is één van de oorzaken van een taalachterstand. Een taalachterstand kan ook veroorzaakt worden door een TOS, waarbij de taalachterstand het gevolg is van een stoornis bij het kind. Een blootstellingsachterstand en TOS kunnen ook samen voorkomen en elkaar versterken.

## Taalontwikkeling
Vanaf de geboorte tot de leeftijd van twaalf jaar ontwikkelen kinderen grotendeels hun taalvaardigheden. Kinderen verwerken het taalaanbod vanuit de omgeving met behulp van de aangeboden hulpmiddelen. Binnen de spraak- en taalontwikkeling zijn er verschillende mijlpalen. Hoewel kinderen in beperkte mate kunnen afwijken van deze mijlpalen, kan een taalachterstand vastgesteld worden wanneer een kind verontrustend afwijkt van deze mijlpalen. Onderstaande mijlpalen zijn gebaseerd op Gereviseerde Minimum Spreeknormen (G-MS).
- 1 – 18 maanden: opdrachten met twee woorden begrijpen, brabbelen, één of meer lichaamsdelen aanwijzen, af en toe een verstaanbaar woord
- 18 – 24 maanden: gebruikt in totaal 5–10 woorden
- 2,0 – 2,6 jaar: Zinnen van drie woorden begrijpen, tweewoord-uitingen maken, onvolledige woordopbouw
- 2,6 – 3,0 jaar: Driewoord-uitingen maken, onvolledige woordopbouw
- 3,0 – 3,6 jaar: drie tot vijfwoord-uitingen maken, de helft is verstaanbaar
- 3,6 – 4,0 jaar: spontaal verhaaltjes vertellen, 50% tot 75% is verstaanbaar
- 4,0 – 5,6 jaar: eenvoudige zinnen, spontaan verhaaltje navertellen met gebruik van plaatjes, problemen met meervoud en vervoegingen, 75% tot 90% is verstaanbaar
- Vanaf 5,6 jaar: Goed verstaanbaar, goed gevormde en samengestelde zinnen, concreet taalgebruik

Bij het leren van een moedertaal of een tweede taal spelen de eerste zeven levensjaren een cruciale rol in de taalontwikkeling. In uitzonderlijke gevallen, wanneer kinderen in deze periode weinig of geen taalaanbod krijgen en opgroeien in sociale isolatie, vindt er zelfs geen taalontwikkeling plaats. Bekende voorbeelden hiervan zijn de ‘wild boy’ van Aveyron en het meisje Genie.

### Determinanten taalontwikkeling
Interactie is belangrijk voor het ontwikkelen van taal. Kinderen leren een taal door deze voldoende te horen, zelf te produceren en door het verkrijgen van stimulerende feedback op hun taaluitingen. Hierin kunnen drie determinanten of taalgroeimiddelen onderscheiden worden die aan de basis liggen, namelijk het taalaanbod, taalleerkansen en taalfeedback.
- Het taalaanbod omvat de taal die gesproken wordt en die kinderen horen. Het is belangrijk om een rijke woordenschat aan te bieden met lange en complexe zinnen. Dit kan gedaan worden door alles wat je doet te benoemen maar ook door het voorlezen van boekjes waar woorden in staan die niet dagelijks gebruikt worden. Bij meertalige kinderen is het belangrijk om in beide talen een rijk aanbod te voorzien.
- Door het bieden van spreekkansen krijgen kinderen de kans om hun rol als volwaardige gesprekspartner op te nemen. Kinderen moeten voldoende tijd krijgen om een antwoord te formuleren. Dit vormt mee hun zelfvertrouwen om ook andere dingen te zeggen die in hen opkomen. Bij meertalige kinderen is het belangrijk om nog extra tijd en ruimte te voorzien voor kinderen om gestelde vragen te beantwoorden.
- Taalfeedback is de manier waarop een volwassene reageert op wat een kind zegt. Bij jonge kinderen is het belangrijk om foute antwoorden impliciet te verbeteren. Dit kan gedaan worden door wat het kind zegt op een juiste manier te herhalen. Bij meertalige kinderen is het belangrijk om positief te reageren op wat een kind zegt, ongeacht foute werkwoorden of het gebruik van verschillende talen door elkaar.[7]

### Taalontwikkeling bij meertalige opvoeding
Bij een meertalige opvoeding gaat het om kinderen die meer dan één taal gebruiken in het dagelijkse leven. Deze kinderen komen in hun leefomgeving in interactie met verschillende talen en kunnen deze talen op een simultane of sequentiële manier verwerven. Bij simultane taalverwerving worden meerdere talen tegelijk aangeboden aan het kind vóór de leeftijd van drie jaar. Bij sequentiële taalverwerving leert het kind na ongeveer het derde levensjaar nog één of meerdere andere talen. Het onderscheid tussen simultane en sequentiële taalverwerving op basis van leeftijd is echter niet altijd strikt te maken. De mijlpalen voor de taalontwikkeling die eerder genoemd zijn, zijn ook van toepassing bij meertalige kinderen.

## Beïnvloedende factoren taalaanbod
Er is een grote variëteit aanwezig binnen gezinnen in termen van het kwantitatief en kwalitatief taalaanbod dat kinderen ontvangen. Dit aanbod hangt samen met de taalleerkansen die kinderen krijgen en die mede hun taalvaardigheid bepalen. Enkele beïnvloedende factoren op het taalaanbod zijn opgesomd, maar deze zijn niet uitsluitend:

### Sociaal-economische status
De sociaal-economische status (SES) van gezinnen blijkt een belangrijke voorspeller te zijn van taalachterstanden. Gezinnen uit een lagere sociaal-economische klasse beschikken vaak over een minder taalrijke omgeving. De interactie tussen kind en omgeving gebeurt binnen deze gezinnen vaak in kortere en eenvoudigere zinnen. De taalvaardigheid van kinderen uit een hogere sociaal-economische klasse is vaak meer geavanceerd. Vanaf het moment dat kinderen beginnen te spreken, is er een verschil zichtbaar in woordenschat tussen kinderen uit een hogere en lagere klasse, en dit verschil neemt toe naarmate de ontwikkeling van het kind vordert. Op driejarige leeftijd bleken kinderen uit een hogere sociale klasse gemiddeld over een woordenschat van meer dan 1000 woorden te beschikken, terwijl kinderen uit een lagere sociale klasse gemiddeld slechts een woordenschat van 500 woorden hadden.

### Culturele verschillen
Culturele verschillen kunnen ook een invloed hebben op de taalomgeving en taalontwikkeling. Er zijn twee duidelijke verschillen tussen culturen die worden benoemd in de literatuur. Het eerste culturele verschil is de mate waarin ouders in interactie treden met kinderen. Er is bijvoorbeeld een verschil zichtbaar tussen Noord-Amerikanen, die vanaf de geboorte al tegen hun kinderen praten, en andere culturen, zoals de Maya’s, de Warlpiri en sommige Afro-Amerikanen, waar kinderen als onbekwaam worden gezien en niet aangesproken worden. Een tweede culturele verschil is de focus van gesprekken op objecten. Noord-Amerikanen uit de middenklasse praten meer over objecten en gebruiken meer zelfstandige naamwoorden, terwijl Aziaten meer werkwoorden en minder zelfstandige naamwoorden gebruiken.
Hiermee moet wel opgepast worden, er mag namelijk niet enkel gefocust wordt op personen hun cultureel kapitaal. De culturele bagage van deze groepen is niet minder waardevol maar wordt vanuit een andere culturele maatstaaf beoordeeld, waarop het zou kunnen lijken dat deze personen een achterstand hebben.

### School
Ook binnen de schoolcontext komen leerlingen in aanraking met een taalaanbod. In de ideale situatie kan een school dienen als gelijkmaker van taalachterstand, maar in realiteit is er vaak sprake van taalachterstelling. Zo blijkt dat sociaal kwetsbare leerlingen weinig kwaliteitsvolle taalstimulatie krijgen, weinig aan bod komen in de klas en dat er weinig interactie plaatsvindt tussen leerkracht en leerling.

## Meertaligheid
Zowel eentalige kinderen, waarbij de dominante taal binnen het gezin gesproken wordt, als meertalige kinderen, die opgevoed zijn in een minderheidstaal en in aanraking komen met de dominante taal, kunnen moeilijkheden ondervinden. Meertalige kinderen in België en Nederland worden vaak binnen hun gezin minder blootgesteld aan het Nederlands dan hun eentalige leeftijdsgenootjes. Toch hebben deze kinderen niet noodzakelijk een taalachterstand. Ze beheersen namelijk een andere taal, die vaak minder erkend wordt. Dit kan eerder gezien worden als een vorm van taalachterstelling.
Kinderen die opgevoed worden in zowel een minderheidstaal als de dominante taal, kennen minder woorden in de dominante taal dan eentalig opgevoede kinderen. Toch is dit verschil niet groot. Zo begrijpt een eentalig kind van dertien maanden gemiddeld 136 Nederlandse woorden terwijl dit bij een meertalig kind van dezelfde leeftijd 123 woorden Nederlands zijn. Wanneer we de totale woordenschat van meertalige kinderen van deze leeftijd bekijken, ongeacht de taal, komen we op 233 woorden.

### Deficit denken
Deficit denken is een manier van denken waarbij de culturele achtergrond van etnische minderheden gezien wordt als een blok aan het been. Dit kan betrekking hebben op verschillende domeinen zoals cultuur, genen, maar ook op vlak van taal. De taalachterstandshypothese is hierbij een goed voorbeeld. Hierbij wordt de taalachterstand van meertalige kinderen toegeschreven aan het feit dat ze binnen hun gezin een andere taal spreken dan Nederlands. Deze manier van denken legt de schuld bij de leerlingen zelf en doet dus aan ‘victim-blaming’. Ook heeft het een stigmatiserend en stereotyperend effect dat een invloed heeft op de prestaties van leerlingen. Zo kan een leerling slechter presteren, niet omdat hij/zij een taalachterstand heeft, maar vanwege lagere verwachtingen van de leerkracht, ervaren discriminatie bij de leerling, de kwaliteit van instructies door de leerkracht en nog veel meer.

### De afhankelijkheidshypothese
De afhankelijkheidshypothese stelt daarnaast dat het goed beheersen van de moedertaal een voorwaarde is voor het vlot leren van een tweede taal. Dit komt omdat het kind de inhoud van begrippen al kent vanuit de moedertaal en enkel het woord in de andere taal moet leren. Wanneer ouders de dominante taal niet machtig zijn of de voorkeur geven aan een andere taal, kunnen ze het best communiceren in de taal die ze het best beheersen. Op deze manier ontwikkelt het kind een goede basis in deze taal en zal het minder moeite hebben met het leren van de dominante taal. Wel is het raadzaam om deze kinderen voldoende contacten met de dominante taal te voorzien, zoals in een peuterspeelzaal, door contacten met vriendjes en voorleesmomenten.